# Club Atlético Ferrocarril Midland
O Club Atlético Ferrocarril Midland, conhecido como Ferrocarril Midland ou simplesmente Midland, é uma associação social e desportiva argentina, fundada em 28 de junho de 1914. Sua sede está localizada em Libertad, no partido de Merlo, província de Buenos Aires. Sua principal atividade é o futebol, onde participa da Primera División B, a terceira divisão regionalizada do futebol argentino para as equipes diretamente afiliadas à Associação do Futebol Argentino (AFA), entidade máxima do futebol na Argentina. Seu estádio de futebol leva o nome de Ciudad de Libertad, e tem capacidade aproximada para 7.200 espectadores.
Em 25 de novembro de 2023, o Ferrocarril Midland venceu o Torneo Reducido da Primera C pela quarta e última vaga na Primera B Metropolitana da temporada de 2024. A final do "mata-mata" foi contra o Liniers, e o clube da cidade de Libertad venceu as duas partidas da decisão (2–0 na ida em casa e 3–1 na volta fora de casa), e conseguiu a tão sonhada promoção à terceira divisão do futebol argentino. Com a vitória, o Midland volta a disputar a Primera División B pela segunda vez. A última vez foi na temporada de 1996–97.